# Cardware
Cardware oder auch Postcardware ist eine Form von Freeware, die ähnlich wie Shareware verbreitet wird, hier unter der Bedingung, dass die Benutzer dem Autor eine Postkarte schicken.

## Definition
Postcardware teilt die meisten Lizenzbedingungen mit denen der Freeware: Die Weitergabe des so lizenzierten Programms ist erlaubt, das Urheberrecht verbleibt aber beim Autoren. Während die Nutzung von Freeware generell kostenlos ist, erbittet der Autor von Postcardware vom Nutzer die Zusendung einer Postkarte. Die Einhaltung dieser Lizenzierungsbestimmung erfolgt auf freiwilliger Basis und kann in der Regel schon aus technischen Gründen nicht erzwungen werden. Das englische Kofferwort Postcardware entstand aus den Wörtern postcard (Postkarte) und software. Eine Abwandlung stellt „Emailware“ dar, bei der anstatt einer Postkarte eine E-Mail erwünscht ist. Auf Grund des unbegrenzten Platzes für Text können E-Mails im Gegensatz zu Postkarten dabei für Feedback zur Programmverbesserung durch den Anwender genutzt werden.

## Beispiele
Ein frühes Beispiel für das Cardware-Konzept ist die Bildbetrachtungssoftware JPEGView des US-amerikanischen Programmierers Aaron Giles aus dem Jahr 1991. Ein weiteres bekanntes Cardware-Programm ist die Gratisversion des Computer-Rollenspiels Ancient Domains of Mystery.